# Mésaxonique
Le terme mésaxonique qualifie un autopode dont l'axe fonctionnel est confondu avec l'axe théorique initial qui passe par le doigt III. Ce type d'organisation est caractéristique des Périssodactyles (ou Impardigités) (exemples : cheval, rhinocéros, tapir, ...).